# Łukasz Żal
Łukasz Żal, né le 24 juin 1981 à Koszalin, en Pologne, est un directeur de la photographie polonais.
Il est nommé en 2015 aux Oscars pour le film Ida dans la catégorie meilleure photographie et en 2019 pour le film Cold War, tous deux réalisés par Pawel Pawlikowski.

## Filmographie
- 2011 : Paparazzi - Documentaire de Piotr Bernas
- 2013 : Ida de Paweł Pawlikowski
- 2015 : Le Lendemain de Magnus von Horn
- 2016 : Na granicy de Wojciech Kasperski
- 2017 : La Passion Van Gogh de Dorota Kobiela et Hugh Welchman
- 2018 : Cold War de Paweł Pawlikowski
- 2018 : Dovlatov d'Alexeï Guerman Jr
- 2020 : Je veux juste en finir (I'm Thinking of Ending Things) de Charlie Kaufman
- 2023 : The Zone of Interest de Jonathan Glazer
- 2025 : Hamnet de Chloé Zhao

## Distinctions
- Prix du cinéma européen 2014 : Meilleur directeur de la photographie pour Ida